# 0시 (영화)
"0시"는 1972년 공개된 대한민국의 영화이다.

## 배역
- 허장강 : 장중한 역
- 신성일 : 박 형사 역
- 윤정희 : 장중한 처 역
- 김창숙 : 혜령 역
- 문오장 : 이민수 역
- 나오미 : 박순녀 역
- 고강일
- 이승현 : 장규석 역
- 김영일
- 박시명
- 김기범
- 한명환
- 박동룡
- 심상현

## 수상
- 1972년 제12회 대종상
  - 장려상 - 태창영화
  - 편집상 - 유재원
- 1973년 제11회 청룡영화상
  - 장려상 - 이승현